# Coppa d'Europa 1993-1994
La Coppa d'Europa 1993-1994 di pallacanestro maschile venne vinta dallo Smelt Olimpija Lubiana.

## Risultati

### Primo turno
| Squadra 1       | Totale    | Squadra 2     | Andata | Ritorno |
| --------------- | --------- | ------------- | ------ | ------- |
| St. Vicent's    | 155 - 154 | Snæfell       | 78-75  | 77-79   |
| T71 Dudelange   | 108 - 237 | Basket Flyers | 70-121 | 38-116  |
| Steaua Bucurest | 130 - 168 | Körmend Hunor | 54-71  | 76-97   |
| CSKA Sofia      | 152 - 132 | Postojna      | 86-77  | 66-55   |

### Secondo turno
| Squadra 1                  | Totale    | Squadra 2                | Andata | Ritorno |
| -------------------------- | --------- | ------------------------ | ------ | ------- |
| St. Vicent's               | 127 - 174 | Mustang Jeans Den Helder | 61-77  | 66-97   |
| Atletas                    | 154 - 157 | Brandt Hagen             | 85-74  | 69-83   |
| Bipa-Moda Odessa           | 172 - 174 | Zadar                    | 83-87  | 89-87   |
| Basket Flyers              | 174 - 192 | Ovarense                 | 94-87  | 80-105  |
| Körmend Hunor              | 154 - 168 | Taugrés Baskonia         | 74-75  | 80-93   |
| CSKA Sofia                 | 131 - 134 | Tofaş Bursa              | 67-63  | 64-71   |
| Bioveta COOP Banka Brno    | 165 - 189 | Olitalia Siena           | 87-98  | 78-91   |
| Spartak San Pietroburgo    | 132 - 179 | Nobiles Włocławek        | 63-103 | 69-76   |
| Chemosvit                  | 170 - 176 | UU-Korihait              | 81-58  | 89-118  |
| Go Pass Verviers-Pepinster | 164 - 178 | Pitch Cholet             | 88-81  | 76-97   |
| Kočani Delikates           | 154 - 183 | Hapoel Giv'atayim        | 81-83  | 73-100  |
| APOEL Nicosia              | 133 - 192 | Aris Salonicco           | 76-94  | 57-98   |

### Ottavi di finale
Canoe Jeans EBBC, Croatia Osiguranje, USK Praga, Hapoel Galil Elyon, Sankt Pölten, Žalgiris Kaunas, Levski Sofia, Rabotnički Skopje, ASK Brocēni e Smelt Olimpija Lubiana provenienti dalla Coppa dei Campioni 1993-1994.
| Squadra 1                | Totale    | Squadra 2             | Andata | Ritorno |
| ------------------------ | --------- | --------------------- | ------ | ------- |
| Canoe Jeans EBBC         | 156 - 172 | Croatia Osiguranje    | 62-78  | 94-94   |
| USK Praga                | 158 - 166 | Fidefinanz Bellinzona | 75-78  | 83-88   |
| Hapoel Galil Elyon       | 211 - 140 | Sankt Pölten          | 107-71 | 104-69  |
| Žalgiris Kaunas          | 147 - 173 | Taugrés Baskonia      | 76-84  | 71-89   |
| Olitalia Siena           | 158 - 159 | Tofaş Bursa           | 79-72  | 79-87   |
| UU-Korihait              | 155 - 205 | Pitch Cholet          | 70-99  | 85-96   |
| Aris Salonicco           | 166 - 156 | Hapoel Giv'atayim     | 78-65  | 88-91   |
| Levski Sofia             | 171 - 160 | Brandt Hagen          | 102-93 | 69-67   |
| Zadar                    | 161 - 138 | Nobiles Włocławek     | 86-60  | 75-78   |
| Mustang Jeans Den Helder | 154 - 171 | Rabotnički Skopje     | 92-76  | 62-85   |
| Ovarense                 | 170 - 166 | ASK Brocēni           | 87-80  | 83-86   |

Smelt Olimpija Lubiana qualificata automaticamente ai quarti.

### Quarti di finale

#### Gruppo A
|    | Squadra                | G  | V | P | PF  | PS  | Dif | P.ti |
| -- | ---------------------- | -- | - | - | --- | --- | --- | ---- |
| 1. | Smelt Olimpija Lubiana | 10 | 8 | 2 | 790 | 718 | +68 | 18   |
| 2. | Taugrés Baskonia       | 10 | 7 | 3 | 865 | 791 | +74 | 17   |
| 3. | Croatia Osiguranje     | 10 | 7 | 3 | 861 | 788 | +73 | 17   |
| 4. | Fidefinanz Bellinzona  | 10 | 4 | 6 | 699 | 759 | -60 | 14   |
| 5. | Tofaş Bursa            | 10 | 2 | 8 | 841 | 920 | -79 | 12   |
| 6. | Rabotnički Skopje      | 10 | 2 | 8 | 852 | 932 | -80 | 12   |

#### Gruppo B
|    | Squadra            | G  | V | P | PF  | PS   | Dif  | P.ti |
| -- | ------------------ | -- | - | - | --- | ---- | ---- | ---- |
| 1. | Pitch Cholet       | 10 | 7 | 3 | 929 | 861  | +68  | 17   |
| 2. | Aris Salonicco     | 10 | 7 | 3 | 940 | 883  | +57  | 17   |
| 3. | Hapoel Galil Elyon | 10 | 7 | 3 | 907 | 864  | +43  | 17   |
| 4. | Ovarense           | 10 | 5 | 5 | 905 | 895  | +10  | 15   |
| 5. | Zadar              | 10 | 3 | 7 | 897 | 894  | +3   | 13   |
| 6. | Levski Sofia       | 10 | 1 | 9 | 827 | 1008 | -181 | 11   |

|  | Qualificate alle semifinali |
|  | Eliminata                   |

### Semifinali
| Squadra 1        | Totale | Squadra 2              | Andata | Ritorno |       |
| ---------------- | ------ | ---------------------- | ------ | ------- | ----- |
| Aris Salonicco   | 1 - 2  | Smelt Olimpija Lubiana | 83-79  | 78-84   | 61-74 |
| Taugrés Baskonia | 2 - 1  | Pitch Cholet           | 81-67  | 90-103  | 90-83 |

### Finale
| Squadra 1              | Risultato | Squadra 2        |
| ---------------------- | --------- | ---------------- |
| Smelt Olimpija Lubiana | 91-81     | Taugrés Baskonia |

| Coppa d'Europa 1993-1994         |
| -------------------------------- |
| Smelt Olimpija Lubiana 1º titolo |

## Formazione vincitrice
| N° | Naz.                  | Ruolo | Sportivo          |  | Alt. |  |
| -- | --------------------- | ----- | ----------------- |  | ---- |  |
| 4  | Slovenia (bandiera)   | AP    | Roman Horvat      |  |      |  |
| 5  | Slovenia (bandiera)   | P     | Klemen Zaletel    |  |      |  |
| 6  | Slovenia (bandiera)   | G     | Jaka Daneu        |  |      |  |
| 7  | Jugoslavia (bandiera) | AG    | Nebojša Razić     |  |      |  |
| 8  | Slovenia (bandiera)   | A     | Luka Jovanovič    |  |      |  |
| 9  | Slovenia (bandiera)   | G     | Gregor Belina     |  |      |  |
| 10 | Slovenia (bandiera)   | P     | Dušan Hauptman    |  |      |  |
| 11 | Slovenia (bandiera)   | AG    | Marko Tušek       |  |      |  |
| 12 | Slovenia (bandiera)   | C     | Marijan Kraljevič |  |      |  |
| 13 | Slovenia (bandiera)   | GA    | Boris Gorenc      |  |      |  |
| 14 | Russia (bandiera)     | C     | Vitalij Nosov     |  |      |  |
| 15 | Slovenia (bandiera)   | C     | Žarko Đurišić     |  |      |  |
|    | Slovenia (bandiera)   | P     | Samo Plevnik      |  |      |  |
|    | Slovenia (bandiera)   | C     | Slavko Kotnik     |  |      |  |
|    | Slovenia (bandiera)   | C     | Miha Šetina       |  |      |  |
|    | Slovenia (bandiera)   | AG    | Uroš Ivanovič     |  |      |  |
|    | Slovenia (bandiera)   | AG    | Dejan Tomažin     |  |      |  |
|    | Slovenia (bandiera)   | All.  | Zmago Sagadin     |  |      |  |